# 法定貨幣
法定貨幣（英語：Legal Tender），簡稱法幣，是由政府鑄造與发行的貨幣，價值來自政府的信用擔保。以政府的法令使其成為合法通貨的貨幣，任何金錢債權人均不得拒收法定貨幣。法定貨幣的材質可能為金屬、紙張。

部分發行法定貨幣的國家或銀行，會將其法定貨幣與一種或數種外幣掛鈎，並以政府外匯儲備維持其匯價在一定的水準。亦有法定貨幣沒有與其他貨幣定錨，其匯率是自由浮動，倚靠市場供給與需求決定匯率。
在歷史上，政府強制規定紙鈔以及非稀有金屬（如銅、鎳等材質）的硬幣為法定貨幣之前，大多數流通的貨幣也具有一定的內在價值，例如金幣、銀兩，此種貨幣稱為金屬貨幣。布雷顿森林体系中，35美元能兑换一盎司黄金。布雷顿森林体系崩潰后，美元与黄金脱钩。

## 以貨幣材質分類
依貨幣的材質可將貨幣分為：商品貨幣、金屬貨幣、信用貨幣
商品貨幣：以真實商品作為貨幣。例如:鋤頭、農作物、貝殼、牲口。
金屬貨幣：以貴金屬作為貨幣。例如:金、銀。
信用貨幣：幣材並非有很高的市場價值，純依靠國家信用擔保，稱為信用貨幣，例如紙幣、銅鎳鑄成的硬幣。